# Сили (Калифорнија)
Сили (енгл. Seeley) насељено је место без административног статуса у америчкој савезној држави Калифорнија.

## Демографија
По попису из 2010. године број становника је 1.739, што је 115 (7,1%) становника више него 2000. године.
| Група             | 2000.         | 2010.         |
| Белци             | 243 (15,0%)   | 191 (11,0%)   |
| Афроамериканци    | 12 (0,7%)     | 19 (1,1%)     |
| Азијати           | 38 (2,3%)     | 21 (1,2%)     |
| Хиспаноамериканци | 1.324 (81,5%) | 1.489 (85,6%) |
| Укупно            | 1.624         | 1.739         |